# Vjacseszlav Petrovics Kondratyjev
Vjacseszlav Petrovics Kondratyjev (orosz írással: Вячеслав Петрович Кондратьев; 1951. március 18.) szovjet-orosz mérnök, repülőgép-tervező. Nevéhez fűződik több szovjet és orosz könnyű sport- és szállító repülőgép tervezése.
A Moszkvai Repülési Főiskolán (MAI) tanult. Ennek elvégzése után a Jakovlev tervezőiroda munkatársa lett, ahol 15 évet dolgozott.  Ez idő alatt  elsősorban Jakovlev könnyű sportrepülőgépeinek tervezésében vett részt. Főkonstruktőrként ő irányította a Jak–50, Jak–52, Jak–53 és Jak–55 repülőgépek tervezését.
Később a Jakovlev tervezőirodától a Szuhoj tervezőirodához ment, ahol a Szu–26-os műrepülőgép tervezését irányította főkonstruktőrként.
1992-ben megalapította saját cégét, a Tyehnoavia vállalatot, mely könnyű repülőgépek tervezésével és fejlesztésével foglalkozik. (A gépek gyártását a Szmolenszki Repülőgépgyár végzi.)
A Tyahnoaviánál első gépe az SZM–92 Finyiszt volt, majd hamarosan elkészült enneg légcsavaros gázturbinás változata, az SZM–92T. A Tyehnoaviánál továbbfejlesztették és modernizálták a Jak–18T könnyű utasszállító és sportrepülőgépet, melyet SZM–94 jelzéssel gyártanak.
Rendszeresen publikál a Krilja rogyini (A Haza szárnyai) és a Mogyeliszt-konsztruktor (Modellező-konstruktőr) folyóiratokban.